# Olha Konyk-Freimout
Olha Konyk-Freimout (en ukrainien : Ольга Михайлівна Коник), née le 25 février 1982, est une actrice de cinéma et présentatrice ukrainienne.

## Biographie
Elle est née dans l'oblast de Lviv de parents sportifs et a fait ses études à l'université de Lviv et à City University en journalisme.

## Filmographie partielle

### Cinéma
- 2016 : Hôtel Eleon
- 2019 : Onze enfants de Morchyn

### Télévision
- 2014 & 2015 : The Voice of Ukraine